# 惊窥
《惊窥》（英語：The Client）是1994年美国华纳兄弟影业公司发行的法律惊悚电影，由著名导演乔·舒马赫执导，苏珊·萨兰登、汤米·李·琼斯和布莱德·蓝佛主演。它是根据由约翰·格里森姆创作的同名小说而拍摄的。且于1994年7月20日在美国公映。